# Westville (KwaZulu-Natal)
Pour les articles homonymes, voir Westville.
Westville est une ville en Afrique du Sud, située dans la municipalité métropolitaine d'eThekwini dans le KwaZulu-Natal.
Elle compte 30 508 habitants en 2011.